# Conus recurvus
Conus recurvus é uma espécie de gastrópode do gênero Conus, pertencente à família Conidae.